# باتريسيا ريد
باتريسيا ريد (بالإنجليزية: Tish Reid) هي مجدفة بريطانية، ولدت في 2 مارس 1964.

## وصلات خارجية
- باتريسيا ريد على موقع الاتحاد الدولي للتجديف (الإنجليزية)
- باتريسيا ريد على موقع أوليمبيديا (الإنجليزية)